# Genoa Systems
Die Genoa Systems Corporation war ein US-amerikanischer Hersteller von Computerhardware mit Sitz in San José, Kalifornien. In den 1980er und 1990er Jahren war das Unternehmen vor allem ein namhafter Anbieter von Grafikadaptern.
In Erwartung eines schnell wachsenden Massenmarktes für Internet-Dienstleistungen versuchte sich das Unternehmen ab 1998 vom Hardwarehersteller in einen Anbieter von Software-Services für Endverbraucher zu wandeln. Der erhoffte Erfolg blieb jedoch aus und das Unternehmen fiel in Konkurs.

## Geschichte
Genoa Systems wurde 1984 in Kalifornien gegründet. Für den 8-Bit ISA-Bus im EGA-Standard zählten die Produkte neben den Adaptern des Marktführers IBM schnell zu den am Markt am weitesten verbreiteten. Aufgrund dessen und weil die Genoa-Karten schon früh eine höhere Auflösung als die im IBM-Standard festgeschriebenen 640 × 350 Pixel und mehr als 64 kB Grafikspeicher bereitstellen konnten, wurden sie bei OEM-Herstellern zu einem Quasi-Standard. Zahlreiche Softwarehersteller lieferten Treiberanpassungen, damit innerhalb von Programmen wie AutoCAD oder WordStar auch höhere Auflösungen für „Genoa-Karte“ oder „Genoa-kompatibel“ ausgewählt und verwendet werden konnten.
Im Jahr 1987 entwickelte und vertrieb Genoa Systems den SuperEGA-Chip, der eine Bildschirmauflösung von 800 × 600 Pixel darstellen konnte. Im darauffolgenden Jahr war das Unternehmen eines der acht Gründungsmitglieder der Video Electronics Standards Association (VESA), die als erstes Ziel die Standardisierung dieser Auflösung unter der Bezeichnung Super Video Graphics Array (SVGA) verfolgte. Darüber hinaus war Genoa Systems mit seiner FlickerFree-Technik, die eine Bildwiederholrate von 72 Hz erlaubte, ein Pionier für flimmerfreie Bildschirmdarstellung.
Ab 1991 konzentrierte sich das Unternehmen mit seinen „WindowsVGA“-Karten auf Entwicklungen für das Microsoft-Betriebssystem und brachte 1993 seine ersten 24-Bit-True-Color-Kombilösungen aus Grafikkarte und Mainboard auf Basis des VESA Local Bus als „TurboBahn“ auf den Markt. Soundkarten folgten unter dem Namen „AudioBahn“.
Im Rahmen der Consumer Electronics Show (CES) des Jahres 1995 trat das Unternehmen erstmals auch als Retailer direkt an Endkunden heran. Zuvor waren die Produkte ausschließlich über OEM und Zulieferer erhältlich.
Für den damals noch jungen Markt der 3D-Beschleuniger brachte Genoa Systems, neben der im Jahr 1995 für den PCI-Bus erschienenen Phantom 64, ein neues Modell unter der Bezeichnung Phantom 3D heraus. Gleichzeitig produzierte man Video Capture-Karten, VGA2TV-Konverter und baute die Mainboard-Reihe TurboExpress weiter aus.
1998 kündigte Genoa seine Wandlung vom reinen Hardwarehersteller zum Solution-Provider für Internetanwendungen (Banking, Surfen, Bildung, Shopping, E-Mail und Gaming) an. Genoa Info-Appliance (GIA)-Lösungen sollten bald umfassend für netzwerkfähige PCs, mobile Computer, multimediafähige Set-Top-Boxen oder sogar Embedded-Systeme mit Infrarot-Keyboard für Wohn- oder Kinderzimmer verfügbar sein. Man nahm an, durch eine neue Gerätegeneration der „unter-500 Dollar“-Klasse und die Annäherung der Technik von PC und TV, werde sehr schnell ein Massenmarkt entstehen.
Das Unternehmen war jedoch bald darauf zahlungsunfähig und wurde um das Jahr 2000 aufgelöst.

## Unternehmensstruktur
Neben dem Hauptsitz in den USA, bestanden international verschiedene Tochtergesellschaften, u. a.
- Genoa Computer Systems GmbH, in Erkrath, Deutschland[5]
- Genoa Systems Limited, in UK
- Genoa/Taiwan

## Produkte

### Grafikkarten
- Spectrum CGA/SuperSpectrum CGA
- Spectra EGA CARD
- SuperEGA/SuperEGA Hires+/SuperVGA
- WindowsVGA 24/WindowsVGA 64
- WinVGA 32/WinVGA 64

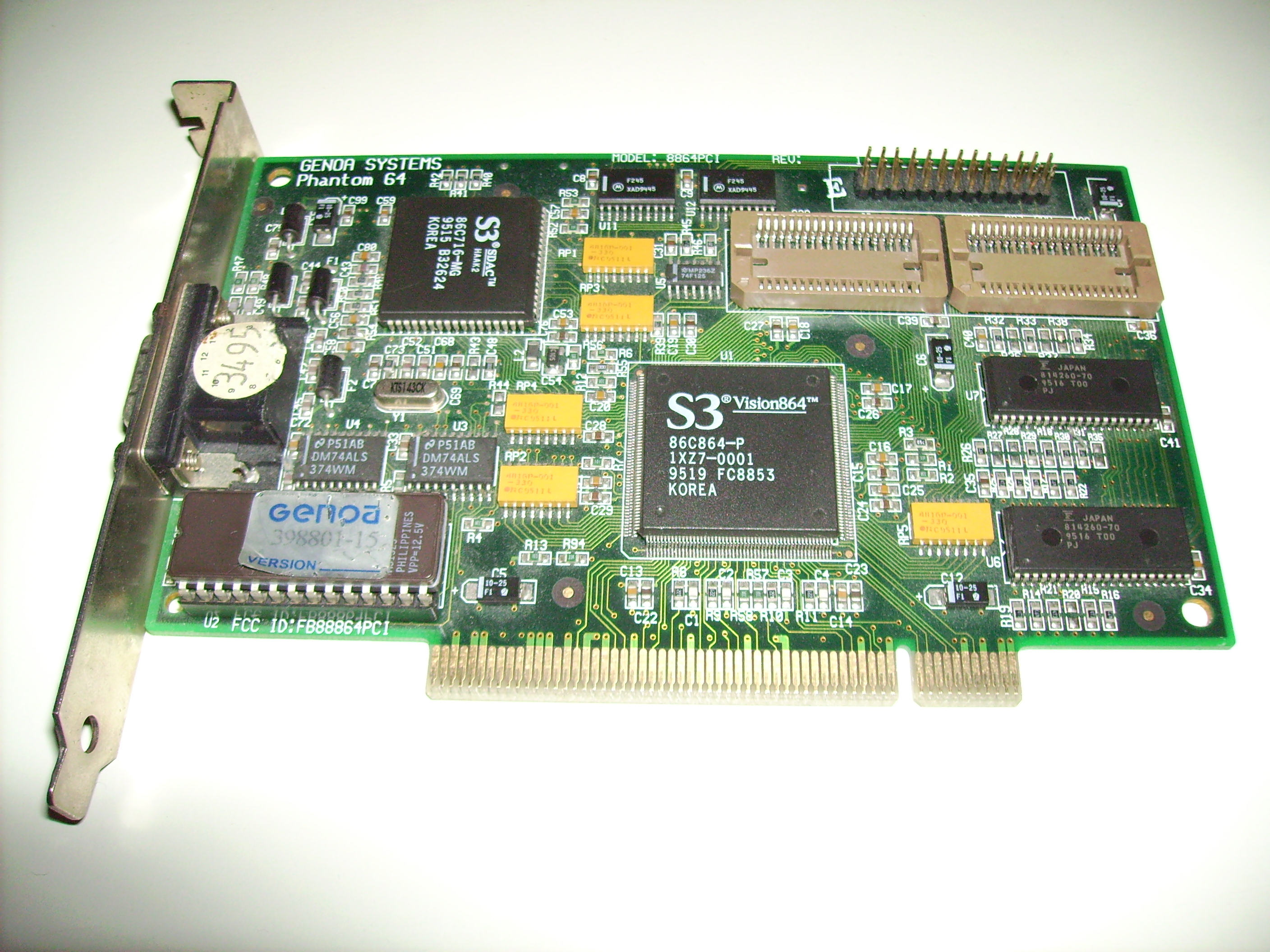
Genoa Systems Phantom 64 aus dem Jahr 1995

- Phantom 32/Phantom 64 und Phantom 3D/3DX
- V-Raptor 3D

### TV- und Video-Capture-Karten
- Digital Video Wizard 1000
- VideoBlitz
- VideoMotion Capture/VideoMotion MPEG-TV
- VideoMotion Conferencing (Bundle)
- VGA2TV (NTSC/PAL/Sound) und VGA2TV Remote (Bundle mit Fernbedienung)

### Soundkarten
- AudioBlitz
- AudioBahn/AudioBahn 16/AudioBahn 16+

### Modem/Fax
- High Speed FAX/MODEM (ISA) und (PCMCIA)

### Mainboards
- TurboExpress 486VL/486PCI
- TurboExpress 586TX/586HX/586FX/586VX/586VX PRO
- TurboExpress 686SP/686DP
- TurboExpress PII AGP-LX